# Pizzera & Jaus

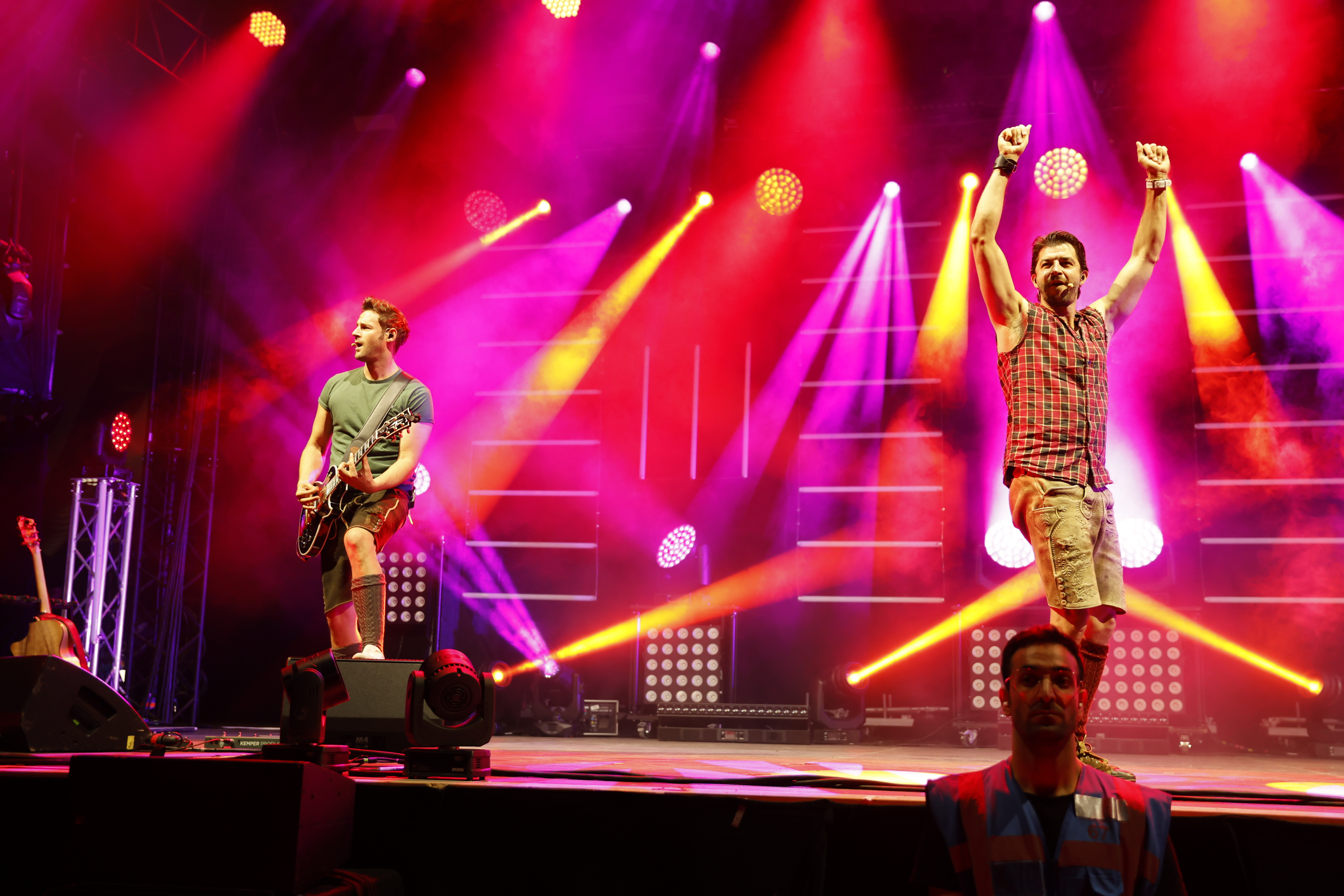
Pizzera & Jaus, 2023

Pizzera & Jaus ist ein österreichisches Musikkabarett-Duo, das im Jahr 2015 von Paul Pizzera und Otto Jaus gegründet wurde. Mit ihrer ersten Hitsingle Jedermann hatten sie den Song des Jahres 2016. Seitdem gehören die beiden zu den erfolgreichsten Austropop-Künstlern und ihr Album Unerhört solide ist eine der erfolgreichsten österreichischen Produktionen der heimischen Chartgeschichte.

## Hintergrund

### Erste Singles und Debütalbum
Pizzera und Jaus waren vor ihrer gemeinsamen Zeit unter anderem mit Solokabarettprogrammen unterwegs. Am 21. November 2013 sprang Otto Jaus bei der Langen Nacht des Kabaretts im Stadttheater Leoben ein und traf dort bei einer Zigarettenpause auf Paul Pizzera, der bereits in den Jahren zuvor regelmäßige Auftritte in Leoben gehabt hatte. Spätestens 2015 trafen die beiden mit dem Produzenten Erwin Bader zusammen und begannen, gemeinsame Lieder zu schreiben. Im Oktober 2015 veröffentlichten sie ihr erstes Musikvideo Wir gewinnt auf ihrem gemeinsamen YouTube-Kanal. Ende des Jahres folgte Absätze > Hauptsätze. Mit ihren launigen, rockigen Mundart-Songs eroberten sie zuerst im Internet ein Publikum und wurden dann auch im Radio gespielt.
Der kommerzielle Durchbruch erfolgte im August 2016 mit dem dritten Lied Jedermann. Es stieg auf Platz 18 der österreichischen Charts ein und stieg innerhalb von vier Wochen auf Platz 1. Daraufhin platzierten sich auch die beiden älteren Songs in den Charts. Die Aufrufzahlen bei YouTube stiegen auf mehrere Millionen. Jedermann erhielt für 30.000 umgesetzte Einheiten eine Platin-Auszeichnung. Bei den Amadeus-Awards wurde das Lied als Song des Jahres ausgezeichnet. Außerdem bekam das Duo die Auszeichnung in der Kategorie Pop/Rock, bei der Kategorie Band des Jahres gehörten sie zu den Nominierten.
Anfang 2017 folgte mit Eine ins Leben ein weiterer Charthit, der auf Platz 3 in Österreich einstieg. Das Lied erreichte allein bei YouTube über 14.000.000 Aufrufe. Für dasselbe Jahr planten Pizzera & Jaus ein Album und ein gemeinsames Musikkabarettprogramm. Anfang September erschien Unerhört solide und stieg auf Platz 1 der Albumcharts ein. Es blieb mehr als 5½ Jahre fast ununterbrochen in den Charts und gehört damit zu den erfolgreichsten Alben der österreichischen Chartgeschichte. Für Abrufe und Verkäufe wurde es mit Doppelplatin ausgezeichnet. Das gleichnamige Kabarettprogramm startete im Oktober. Mit über 130, oftmals ausverkauften, Konzerten zählten sie zu den begehrtesten Live-Acts des Jahres. Der Höhepunkt der Tournee war, nebst dem Auftritt auf dem Donauinselfest vor 100.000 Besuchern, die Show in der ausverkauften Wiener Stadthalle vor 11.000 Zuschauern.

### Weitere Karriere
Am 7. September 2018 veröffentlichten Pizzera & Jaus zwei neue Lieder: #janeinvielleicht und Dialekt’s mi.
Im Rahmen der Amadeus-Verleihung 2018 wurde Unerhört solide als Album des Jahres ausgezeichnet, nominiert waren außerdem Eine ins Leben als Song des Jahres sowie sie selbst in der Kategorie Pop / Rock. 2019 und 2022 wurden sie als Liveact des Jahres ausgezeichnet.
Im Herbst 2019 erschien das zweite Album Wer nicht fühlen will, muss hören, das auf Platz 1 der österreichischen Charts einstieg und erneut über mehrere Jahre in den Charts blieb. Es erreichte Goldstatus. 6 Titel des Albums wurden als Singles veröffentlicht; Tuansackl und Kaleidoskop konnten dabei die Top 15 der Singlecharts erreichen. Das Album konnte sich auch für eine Woche in den Charts in Deutschland platzieren. Das zugehörige Liveprogramm Wer nicht fühlen will, muss hören feierte im November 2019 Premiere.
Bereits im Frühjahr 2020 veröffentlichte das Duo mit Liebe zum Mitnehmen und Wer, wenn net du zwei neue Songs. Mit dem Polit-Satire-Song Rechtes Vorbild, den sie auf YouTube veröffentlichten, verarbeiteten Pizzera und Jaus die Ibiza-Affäre und übten Kritik am ehemaligen Vizekanzler Heinz-Christian Strache.
Im März 2022 nahmen sie an dem Benefizkonzert We Stand with Ukraine im Ernst-Happel-Stadion Wien teil.
Es dauerte bis Ende 2022, bis mit Comedian Rhapsody ihr drittes Album erschien. Im November stieg es auf Platz 2 der Charts ein.

## Diskografie

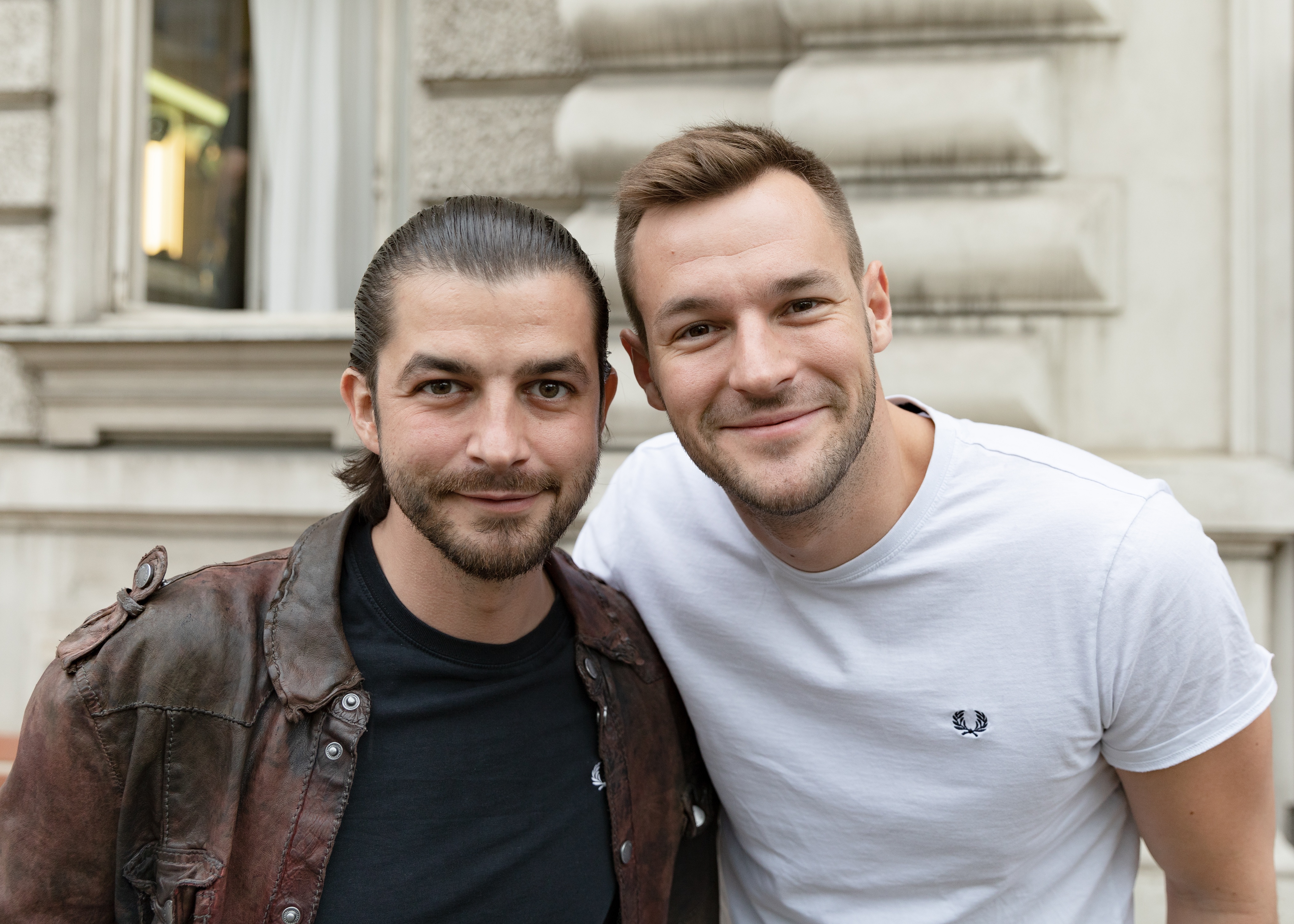
Paul Pizzera (r.) und Otto Jaus (Amadeus 2018)

### Alben
| Jahr | Titel                             | Höchstplatzierung, Gesamtwochen, AuszeichnungChartplatzierungen (Jahr, Titel, Platzierungen, Wochen, Auszeichnungen, Anmerkungen) | Höchstplatzierung, Gesamtwochen, AuszeichnungChartplatzierungen (Jahr, Titel, Platzierungen, Wochen, Auszeichnungen, Anmerkungen) | Anmerkungen                                                |
| Jahr | Titel                             | AT | DE | Anmerkungen                                                |
| ---- | --------------------------------- | --- | --- | ---------------------------------------------------------- |
| 2017 | Unerhört solide                   | AT1 ×2Doppelplatin · (370 Wo.)AT                                                                                                  | — | Erstveröffentlichung: 1. September 2017 Verkäufe: + 30.000 |
| 2019 | Wer nicht fühlen will, muss hören | AT1 Gold · (177 Wo.)AT | DE70 (1 Wo.)DE | Erstveröffentlichung: 30. August 2019 Verkäufe: + 7.500    |
| 2022 | Comedian Rhapsody                 | AT2 (48 Wo.)AT | — | Erstveröffentlichung: 11. November 2022                    |

### Singles
| Jahr | Titel Album                                          | Höchstplatzierung, Gesamtwochen, AuszeichnungChartsChartplatzierungen (Jahr, Titel, Album, Platzierungen, Wochen, Auszeichnungen, Anmerkungen) | Anmerkungen                             |
| Jahr | Titel Album                                          | AT | Anmerkungen                             |
| ---- | ---------------------------------------------------- | --- | --------------------------------------- |
| 2016 | Jedermann Unerhört solide                            | AT1 Platin · (40 Wo.)AT | Amadeus Award (Song des Jahres)         |
| 2016 | Absätze > Hauptsätze Unerhört solide                 | AT52 (17 Wo.)AT |                                         |
| 2016 | Wir gewinnt Unerhört solide                          | AT62 (5 Wo.)AT |                                         |
| 2017 | Eine ins Leben Unerhört solide                       | AT3 (37 Wo.)AT |                                         |
| 2017 | Mama Unerhört solide                                 | AT11 (29 Wo.)AT |                                         |
| 2017 | Hooligans Unerhört solide                            | AT39 (15 Wo.)AT |                                         |
| 2017 | Unerhört solide                                      | AT55 (5 Wo.)AT |                                         |
| 2018 | #janeinvielleicht Wer nicht fühlen will, muss hören  | AT20 (11 Wo.)AT | Erstveröffentlichung: 6. September 2018 |
| 2018 | dialekt’s mi Wer nicht fühlen will, muss hören       | AT46 (1 Wo.)AT | Erstveröffentlichung: 7. September 2018 |
| 2019 | Danke, gut! Wer nicht fühlen will, muss hören        | AT30 (2 Wo.)AT | Erstveröffentlichung: 1. März 2019      |
| 2019 | Tuansackl Wer nicht fühlen will, muss hören          | AT14 (15 Wo.)AT | Erstveröffentlichung: 31. Mai 2019      |
| 2019 | Kaleidoskop Wer nicht fühlen will, muss hören        | AT12 (19 Wo.)AT | Erstveröffentlichung: 16. August 2019   |
| 2019 | Jetzt loss mi rean Wer nicht fühlen will, muss hören | AT62 (1 Wo.)AT |                                         |
| 2020 | Liebe zum Mitnehmen Comedian Rhapsody                | AT25 (1 Wo.)AT | Erstveröffentlichung: 20. März 2020     |
| 2020 | Wer, wenn net du Comedian Rhapsody                   | AT25 (2 Wo.)AT | Erstveröffentlichung: 30. Oktober 2020  |
| 2021 | Frmdghn Comedian Rhapsody                            | AT27 (1 Wo.)AT | Erstveröffentlichung: 7. Mai 2021       |
| 2021 | Der seidene Faden Comedian Rhapsody                  | AT13 (2 Wo.)AT | Erstveröffentlichung: 12. November 2021 |
| 2022 | Klana Indiana Comedian Rhapsody                      | AT30 (1 Wo.)AT | Erstveröffentlichung: 18. März 2022     |
| 2024 | Zirkusprinz –                                        | AT14 (… Wo.)AT | Erstveröffentlichung: 4. Oktober 2024   |

## Kabarettprogramm
- 2017: Unerhört solide
- 2019: Wer nicht fühlen will, muss hören
- 2023: Comedian Rhapsody

## Auszeichnungen für Musikverkäufe
Anmerkung: Auszeichnungen in Ländern aus den Charttabellen bzw. Chartboxen sind in ebendiesen zu finden.
| Land/RegionAuszeichnungen für Musikverkäufe (Land/Region, Auszeichnungen, Verkäufe, Quellen) | Gold  | Platin     | Verkäufe | Quellen |
| -------------------------------------------------------------------------------------------- | ----- | ---------- | -------- | ------- |
| Österreich (IFPI)                                                                            | Gold1 | 3× Platin3 | 67.500   | ifpi.at |
| Insgesamt                                                                                    | Gold1 | 3× Platin3 |          |         |